# Julija Nikolajewna Gromowa
Julija Nikolajewna Gromowa (russisch Юлия Николаевна Громова, engl. Transkription Yuliya Gromova; * 21. Mai 1974) ist eine russische Marathonläuferin.
2008 wurde sie Zweite beim Los-Angeles- und beim Istanbul-Marathon und siegte in 2:28:23 beim Rock ’n’ Roll Marathon in San Diego, der wegen seines Gefälles nicht bestenlistenfähig ist.
Nachdem sie 2009 Vierte beim Houston-Marathon geworden war, wiederholte sie ihren Sieg beim Rock ’n’ Roll Marathon und verbesserte sich dabei auf 2:27:37. Auch 2010 verteidigte sie ihren Titel in San Diego.

## Persönliche Bestzeiten
- 15-km-Straßenlauf: 50:54 min, 5. November 2006, Istanbul
- Halbmarathon: 1:10:49 h, 2. Mai 2008, Moskau
- Marathon: 2:31:28 h, 18. Januar 2009, Houston